# Hino Nacional de Manchukuo
O Hino Nacional de Manchukuo foi um dos muitos símbolos nacionais de independência e soberania criados para promover um sentimento de legitimidade para Manchukuo, tanto num esforço para garantir o reconhecimento diplomático internacional como para promover um sentimento de nacionalismo entre os seus habitantes.
Durante os 13 anos de existência de Manchukuo, dois hinos nacionais foram usados.
O Hino Nacional de Manchukuo foi amplamente ensinado nas escolas e usado em cerimônias em Manchukuo.

## Versão proposta de 1932
Não está claro quando Manchukuo iniciou a produção do seu primeiro hino nacional, mas parece que os preparativos já haviam começado em torno da Declaração Nacional da Manchúria em 1º de março de 1932. Em 21 de maio de 1932, a Associação Esportiva da Manchúria solicitou formalmente ao Comitê Organizador das Olimpíadas o envio de jogadores para as Olimpíadas de Los Angeles (realizadas em julho de 1932). O Comitê Organizador insta o país da Manchúria a candidatar-se ao Comité Olímpico Internacional, uma vez que “a participação é aprovada pelo Comitê Olímpico Internacional (COI)” e informa o Comitê Organizador para enviar a bandeira nacional e o hino nacional, eles o fizeram. Por outro lado, ainda há registo de que a Associação Desportiva da Manchúria enviou um documento afirmando que “a bandeira nacional e o hino nacional foram enviados à comissão organizadora” ao secretário-geral da comissão organizadora olímpica. Antes de maio, a música foi concluída.
No entanto, a frase “um país bom na defesa usa a humanidade, um país ruim na defesa usa a força militar” perturbou o Exército Kwantung, e as letras escritas em chinês clássico eram muito difíceis de serem compreendidas pelos cidadãos comuns, o hino redigido não foi favorecido.
| Chinês tradicional     | Pinyin                                    | Tradução                                                                               |
| ---------------------- | ----------------------------------------- | -------------------------------------------------------------------------------------- |
| 地闢兮天開             | Dì pi xī tian kai                         | O universo criou e abriu o céu e a terra                                               |
| 松之涯兮白之隈         | Sōng zhī yá xī Bái zhī wēi                | Ao longo do rio Songhua e da montanha Changbai                                         |
| 我伸大義兮繩於祖武     | Wǒ shēn dàyì xī shéng yú zǔwǔ             | A justiça que defendemos pode ser atribuída aos antepassados                           |
| 我行博愛兮懷於九垓     | Wǒ xíng bó'ài xī huái yú jiǔgāi           | A fraternidade que conduzimos aos cinco níveis do céu                                  |
| 善守國兮以仁           | Shàn shǒu guó xī yǐ rén                   | Um país bom em defesa usa a humanidade                                                 |
| 不善守兮以兵           | Bùshàn shǒu xī yǐ bīng                    | Um país ruim em defesa usa força militar                                               |
| 天不愛道地不愛寶       | Tiān bù ài dào dì bù ài bǎo               | (Com essa virtude) o céu apresentaria seu princípio e a terra apresentaria seu tesouro |
| 貨惡其棄於地兮獻諸蒼昊 | Huò wù qí qì yú dì xī xiàn zhū cānghào    | Os bens seriam apresentados ao universo, em vez de serem deixados no chão              |
| 孰非橫目之民兮視此洪造 | Shú fei héngmù zhī mín xī shì cǐ hóng zào | Não são as pessoas comuns que testemunharam esta grande graça                          |

## Versão de 1933
O primeiro hino nacional foi declarado pelo Decreto do Conselho de Estado nº 4, datado de 24 de fevereiro de Dàtóng 2 (1933), mas divulgado em 1 de março. As letras foram escritas pelo primeiro primeiro-ministro de Manchukuo, Zheng Xiaoxu, que era um confucionista devoto e leal a Qing, além de ser um poeta e calígrafo talentoso.
| Chinês tradicional               | Pinyin                                               | Tradução                                                                        |
| -------------------------------- | ---------------------------------------------------- | ------------------------------------------------------------------------------- |
| 天地內,有了新滿洲。              | Tiān dì nèi, yǒu liǎo xīn mǎnzhōu.                   | (Agora) existe a nova Manchúria na Terra.                                       |
| 新滿洲, 便是新天地。             | Xīn mǎnzhōu, biàn shì xīn tiān dì.                   | A nova Manchúria é a nossa nova terra.                                          |
| 頂天立地，無苦無憂，造成我國家。 | Dǐng tiān lì dì, wú kǔ wú você, zào chéng wǒ guójiā. | Façamos com que o nosso país seja justo e livre de tristezas.                   |
| 只有親愛並無怨仇,                | Zhǐ yǒu qīn'ài bìng wú yuànchóu,                     | Com apenas amor e sem ódio,                                                     |
| 人民三千萬, 人民三千萬,          | Rénmín san qian wàn, renmín san qian wàn,            | Trinta milhões de pessoas, trinta milhões de pessoas,                           |
| 縱加十倍也得自由。               | Zòng jiā shí bèi yě dé zìyóu.                        | dez vezes mais ainda deveríamos ser livres.                                     |
| 重仁義，尚禮讓，使我身修;        | Zhòng rényì, shàng lǐràng, shǐ wǒ shēn xiū;          | Com virtude e li, estou retificado;                                             |
| 家已齊，國已治，此外何求。       | Jiā yǐ qí, guó yǐ zhì, cǐwài hé qiú.                 | com a família em ordem e com o Estado bem governado, não há nada que eu queira. |
| 近之則與世界同化,                | Jìn zhī, zé yǔ shìjiè tónghuà,                       | Por enquanto, podemos nos assimilar ao mundo;                                   |
| 遠之則與天地同流。               | Yuǎn zhī, zé yǔ tiāndì tóng liú.                     | para o futuro, que possamos seguir os caminhos do Céu e da Terra.               |

## Versão de 1942
O hino nacional foi alterado em 5 de setembro Kāngdé 9 (1942), pela Ordem do Conselho de Estado nº 201. O primeiro-ministro de Manchukuo, Zhang Jinghui, citou que a versão de 1933 do hino era inadequada para a situação atual do Império como o motivo da mudança. O novo hino, com letras em manchu (ou seja, mandarim) e japonês, foi escrito por um comitê, segundo Zhang. O hino de 1933 foi renomeado como Canção da Independência de Manchukuo (滿洲國建國歌, pinyin: Mǎnzhōuguó jiàn guógē, romanização japonesa de Hepburn: Manshukoku-kenkoku uta).
| Chinês tradicional          | Pinyin                                                | Tradução                                                                              |
| --------------------------- | ----------------------------------------------------- | ------------------------------------------------------------------------------------- |
| 神光開宇宙 表裏山河壯皇猷   | Shén guāng kāi yǔzhòu, biǎolǐ shānhé zhuàng huáng yóu | Com o Universo criado na Luz de Deus, a vasta terra fortalece o governo do Imperador; |
| 帝德之隆 巍巍蕩蕩莫與儔     | Dì'dé zhī lóng wēiwēi dàngdàng mò yǔ chóu             | Tão plena é a Sua virtude, tão ampla que é incomparável                               |
| 永受天祐兮萬壽無疆薄海謳    | Yǒng shòu tiān yòu xī, wànshòuwújiāng bó hǎi ōu       | Que Ele receba sempre orientação divina, com seus anos ultrapassando o mar;           |
| 仰贊天業兮 輝煌日月侔       | Yǎng zàn tiān yè xī, huīhuáng rì yuè móu              | [Vamos] adorar a obra divina, sua glória é igual ao sol e à lua.                      |
| Japonês                     | Romanização de Hepburn                                | Tradução                                                                              |
| おほみひかりあめつちにみち  | Omi-hikari ametsuchi ni michi                         | Enchendo o mundo com luz Divina,                                                      |
| 帝德は たかくたふとし       | Teitoku wa takaku totoshi                             | A virtude do Imperador é nobre e venerada.                                            |
| とよさかの萬壽ことほぎ      | Toyosaka no banju kotohogi                            | Saudemo-lo com vida longa e prosperidade                                              |
| あまつみわざ あふぎまつらむ | Amatsu-miwaza aogimatsuran                            | e reverenciamos os feitos do Imperador                                                |

### Interpretação Oficial
De acordo com a interpretação oficial do hino emitido no mesmo dia de sua adoção, o "Deus" na primeira linha refere-se a Amaterasu, a deusa do sol no Xintoísmo, referindo-se à adoção do Xintoísmo Estatal por Manchukuo como sua religião oficial no Xintoísmo. 1940. Além disso, a Luz de Deus é interpretada como Arahitogami, ou seja, Imperador do Japão. Toda a primeira linha é interpretada como
| “ | com esta Luz Divina, o Universo é criado, e o brilhante e pacífico (usou o kanji 昭和, cognato do Shōwa, para brilhante e pacífico.) A luz preenche e brilha sobre nossas terras e rios da Manchúria, e com isso temos nossa independência e nossos sucessos após a independência. Sua Majestade o Imperador (ou seja, Kangde) recebeu esta Luz Divina para governar nosso país e amar nossos cidadãos. A primeira linha [...] é uma ode ao nosso estado. | ” |

"A Obra Divina" na quarta linha veio do Rescrito Imperial de Kangde no Décimo Aniversário da Nação em 1º de março de 1942, no qual ele mencionou,
| “ | Devemos aguçar nossa mente e espírito para nos sacrificarmos à sagrada Guerra da Grande Ásia Oriental e ajudar na Obra Divina de nossa Nação Parental... | ” |

e, portanto, interpretado como:
| “ | Esta linha descreve a determinação dos nossos cidadãos. A Mensagem Imperial de 1º de março declarou "[para] ajudar na Obra Divina da Nação Pai", e a Obra Divina do Japão, nossa Nação Pai, é revitalizar a Ásia Oriental e criar a Esfera de Co-prosperidade [...] Nosso país é o pioneiro na prosperidade do Leste Asiático [...] Nossos cidadãos devem reverenciar esta Obra Divina de nossa Nação Pai e ajudá-la em todos os nossos esforços, para finalizar o objetivo da nossa independência, reconstruir o mundo, e que a Obra Divina seja tão grande e permanente quanto o sol e a lua. | ” |